# Трион
Вижте пояснителната страница за други значения на Трион.
Трион е инструмент, който използва твърдо острие или жица с абразивен край за разрязване на по-меки материали. Режещият край е назъбен или покрит с абразив. Трионът се привежда в действие ръчно или механизирано с помощта на пара, вода, електричество или друга енергия.

## Видове трион
Според предназначението си трионите могат да бъдат: прободен (злодейка), пасвателен и за обща употреба. Зъбите на различните видове триони не са еднакви. Някои модели са с фабрично закалени зъби и заточени под определен ъгъл. Поради тази причина ръчното заточване трябва да се избягва или да се прилага само в краен случай. Неравномерните по размер и наклон зъби водят до некачествен разрез и затягане по време на рязане.
Бичкията е трион, обикновено с Ф-образна форма, на който двете вертикални рамена са изработени от твърдо дърво, а средното хоризонтално от по-меко. В горният си край има пристягащо въже, обикновено изработено от коноп. Най-отдолу е поставен режещият инструмент с различни по големина зъбци. Размерът на тези зъбци се определя от това дали бичкията е за грубо или фино рязане. Ширината на режещата част е между 1,5 до 5 см. Ъгълът, под който са разтворени зъбците, се нарича „чопраз“ и след захабяване може да се коригира с инструмент, наречен „чопразило“. Наклонът на режещата част се променя с помощта на две „врътки“, разположени в двата ѝ края преди да се натегне бичкията.